# Кадашёвская набережная
Кадашёвская набережная — набережная Водоотводного канала в центре Москвы в районах Якиманка и Замоскворечье между улицами Большой Полянкой и Пятницкой.

## История
Возникла на месте дворцовой Кадашёвской хамовной слободы XVII в. Впервые Кадашёво (Кадаши) упоминается в завещании Ивана III от 1504 г. В то время слобода была населена «кадашами» — великокняжескими бондарями, делавшими «кади» (кадушки, бочки). В XVI в. Кадашёвская слобода становится наряду с Хамовнической слободой средоточием текстильного (хамовного) производства в Москве. Здесь находился Кадашёвский хамовный двор — полотняная мануфактура, превращенная позднее в Государев монетный двор.
Застройка набережной сформировалась на основе «Прожектированного плана» 1775 года и была уникальной для Москвы: по красной линии стояли однотипные дома с центральными проездами и лавками в первом этаже. В 1990-х — 2000-х годах большая часть исторических строений (дома № 12/2, 16, 18, 32) была снесена по распоряжениям мэра Москвы Ю. М. Лужкова.
В 2024 году на набережной проведено благоустройство.

## Примечательные здания и сооружения
По чётной стороне:

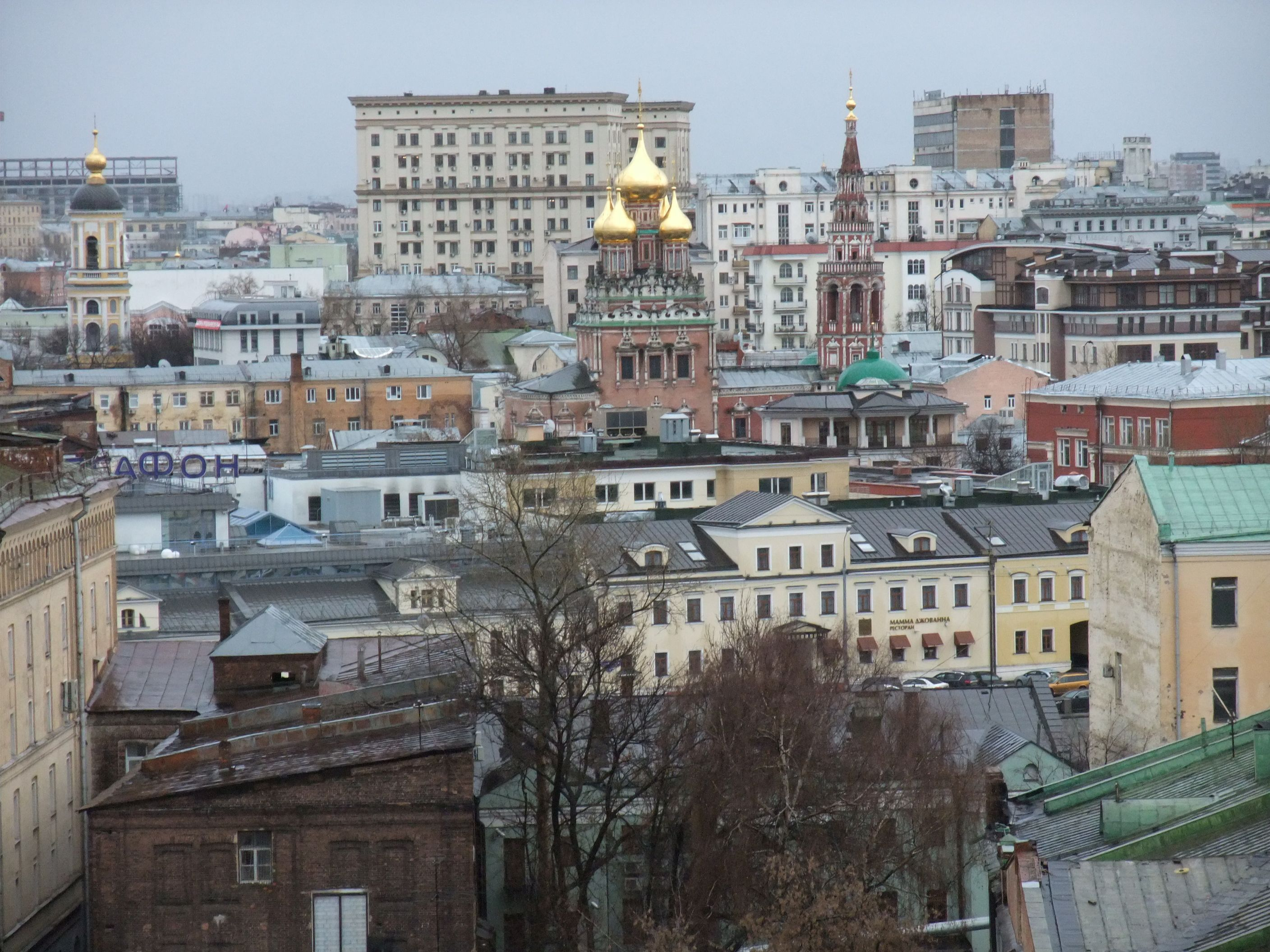
Вид на Кадашёвскую набережную с колокольни Церкви Софии в Средних Садовниках

- № 6 — каменный дом, часть ансамбля городской усадьбы Трубецких. Предположительно, в основу здания включены постройки ещё допожарной Москвы. В XIX веке дом перестраивал архитектор М. М. Черкасов, в советские годы были надстроены два верхних этажа[4].
- № 10, стр. 1 — до 2010 на этом участке находилось здание биржевой артели купцов Хлудовых 1898 года постройки. Здание снесли по заказу Третьяковской галереи ради строительства нового музейного корпуса[5][6][7].
- № 14 — офисное здание Евросоюза (1996—1999, Моспроект-2, архитекторы М. Леонов, Д. Бархин, Т. Королёва)[8].
- № 26 — офисное здание банка Джей энд Ти.
- № 30 — штаб-квартира ОАО «МегаФон».
- № 32, стр. 7 — палаты допетровского времени (Съезжая изба).
- № 38/2, стр. 1, 2 — жилые дома с лавками (конец XVIII века; 1-я треть XIX века; 1857; 1880). Здесь жили искусствовед и художник И. Э. Грабарь[9] и его брат, юрист В. Э. Грабарь[10].